# Jan Mořic Gustav z Manderscheid-Blankenheimu
Johann Moritz Gustav von Manderscheid-Blankenheim (ur. 12 czerwca 1676 r. w Blankenheim; zm. 26 października 1763 r. w Pradze) – niemiecki duchowny kościoła katolickiego, biskup ordynariusz Wiener Neustadt w latach 1721–1733, arcybiskup metropolia praski i prymas Czech od 1733 r.

## Życiorys
Urodził się w 1676 r. w Blankenheim. Od 1685 r. związany był z dworami biskupimi w Kolonii i Strasburgu. Już wtedy został kanonikiem w kolegiacie św. Gereona w Kolonii, a następnie kanonikiem katedralnym we wspomnianych biskupstwach. Zajmował kierownicze stanowiska w administracji księstw-elektoratów biskupich w Kolonii i Trewirze. Poprzez swoją działalność dyplomatyczną został dostrzeżony na dworze cesarskim Habsburgów. Z tego względu zyskał poparcie cesarza Karola VI, który nominował go 18 czerwca 1721 r. na ordynariusza diecezji Wiener Neustadt. Nim otrzymał prowizję papieską na to stanowisko, wpierw został wyświęcony na prezbitera 3 września tego samego roku. Rządy w diecezji objął w 1722 r. Mimo pobytu w Austrii zachował znaczne wpływy w Kolonii - w 1725 r. został mianowany prepozytem tamtejszej kapituły katedralnej.
W Wiener Neustadt koncentrował wszystkie swoje wysiłki na rzecz zapewnienia bytu ekonomicznego swojego małego pod względem zajmowanej powierzchni biskupstwa. 22 czerwca 1733 r. cesarz powołał go na stanowisko arcybiskupa praskiego przez co musiał zrzec się władzy w swojej diecezji. We wrześniu 1734 r. objął uroczyste rządy w Pradze, odbywając ingres do katedry św. Wita. Skutecznie prowadził na obszarze swojej archidiecezji proces rekatolicyzacyjny w czym pomocą służyli mu wikariusz generalny oraz opat klasztoru na Strahowie.
W 1741 r. w czasie wojny o sukcesję austriacką, po zajęciu Pragi przez Bawarczyków został zmuszony do koronacji na króla Czech Karola VII Wittelsbacha. Po przejęciu z powrotem kraju przez Habsburgów w 1743 r. koronował na nową władczynię prawowitą następczynię Karola VI - Marię Teresę. Mimo to został oskarżony o zdradę za co spotkała go kara w postaci zakazu nabywania jakichkolwiek dóbr przez kurię za jego życia. Zmarł dwadzieścia lat później w 1763 r. w Pradze.